# 建宁 (东汉)
建宁（168年-172年五月）是东汉皇帝汉灵帝刘宏的第一个年号。汉朝使用这个年号时间共计5年。
建宁五年五月改元熹平元年。

## 纪年
| 建宁 | 元年  | 二年  | 三年  | 四年  | 五年  |
| ---- | ----- | ----- | ----- | ----- | ----- |
| 公元 | 168年 | 169年 | 170年 | 171年 | 172年 |
| 干支 | 戊申  | 己酉  | 庚戌  | 辛亥  | 壬子  |

## 参看
- 中国年号列表

| 前一年號： 永康 | 中国年号 | 下一年號： 熹平 |